# كاسر الحجر الطحلبي
كاسر الحجر الطحلبي أو السفرس الطحلبي نوع من النباتات المزهرة في فصيلة كاسرات الحجر . مهدها شمال غرب أوربة في إسلندة وجزر فارو والنروج وإرلندة وبريطانيا وبلجيكا وفرنسة، وأُدخلت إلى التشيك وجبال الهملاية الشرقية والتبت. يسود شكل رباعي الصيغة الصبغية في الشمال من مداها، وفي الجنوب من المرجح العثور على شكل ثنائي الصيغة الصبغية.